# Sonaten und Partiten für Violine solo

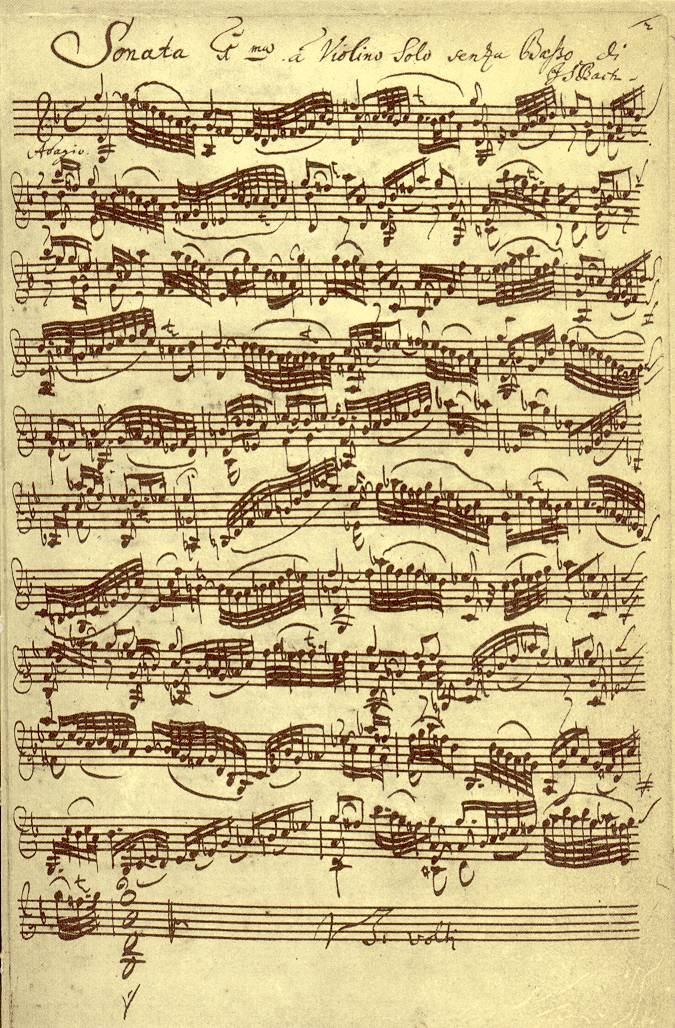
Erste Sonate für Violine solo: Adagio (Autograph 1720)

Die Sonaten und Partiten für Violine solo (BWV 1001–1006), im Originaltitel Sei Solo a Violino senza Basso accompagnato, sind sechs Werke von Johann Sebastian Bach, die auf jede Begleitung verzichten. Die Zusammenstellung umfasst drei Sonaten und drei Partiten – Bach verwendet in seiner Reinschrift die Gattungsbezeichnungen „Sonata“ und „Partita“. Ungewöhnlich ist die polyphone Schreibweise, die eine hochentwickelte Mehrstimmigkeit auf einem einzigen Instrument darstellt.

## Entstehung
Bach schrieb die Reinschrift 1720, während seiner Zeit als Kapellmeister in Köthen. Dennoch geht man heute davon aus, dass zumindest einzelne Frühfassungen bereits in Weimar (also 1708 bis 1717) entstanden. Stilvergleiche zeigen, dass alle Kompositionen in den gut sechs Jahren von 1714 bis 1720 entstanden und anschließend in der kalligraphischen Handschrift zusammengefasst wurden.
Musik für unbegleitete Violine war im 17. und 18. Jahrhundert zwar nicht gerade häufig, aber auch keine wirkliche Seltenheit. Bach nahm sich möglicherweise die 1696 gedruckten Sechs Suiten für Violine solo von Johann Paul von Westhoff zum Vorbild, den er sicher persönlich kannte, da beide Mitglieder der Weimarer Hofkapelle waren. Auch Bachs Freund Johann Georg Pisendel schrieb eine Solosonate, bei der jedoch die Richtung der Beeinflussung unbekannt ist.
Wer der Musiker war, der die Sonaten und Partiten für Violine solo das erste Mal aufführte, ist unbekannt. Es gab Vermutungen, es seien die Violinvirtuosen Johann Georg Pisendel oder Jean-Baptiste Volumier gewesen, auch Joseph Spieß, der Konzertmeister des Orchesters in Köthen, wurde angenommen. Da am Weimarer wie am Köthener Hof Bedarf an virtuoser Violinmusik herrschte, liegt es nahe, an Bach selbst als Interpreten zu denken – er wurde sicher nicht ohne Grund 1714 zum Konzertmeister ernannt. Analog den virtuosen Konzertbearbeitungen für Cembalo und Orgel solo ist es gut vorstellbar, dass er hier Vortragsstücke für den eigenen Gebrauch schrieb. Die sorgfältige Handschrift mit ihren durchdachten Blätterstellen lässt ebenfalls an den praktischen Gebrauch denken.

## Aufbau
Bach entschied sich nicht für die naheliegende Anordnung nach aufsteigenden Tonarten (etwa g – a – h – C – d – E), sondern variierte diese zugunsten einer abwechselnden Folge der beiden Gattungen.
Die Sonaten folgen der Form einer Sonata da Chiesa, bestehen also aus je vier Sätzen in der Folge „langsam, schnell, langsamer, schneller“. Der erste Satz stellt ein freies Präludium mit improvisatorischem Charakter dar; ihm folgt eine mehr oder weniger strenge, immer vierstimmige Fuge im geraden Takt. Bach hat diese beiden Sätze offenbar als zusammengehörig betrachtet; dies ergibt sich aus der Anweisung, schnell umzublättern (V.S. = volti subito), in zwei Fällen aus der Taktvorzeichnung des Folgesatzes am Ende des ersten und in zwei Fällen aus dem Dominantschluss des Präludiums. Es folgt dann jeweils ein ruhiger, gesanglicher Mittelsatz, meist in der Paralleltonart, bei dem Bach in ähnlicher Weise im Notenbild für schnellen Anschluss an den Schlusssatz sorgte. Dieser stellt jeweils einen virtuosen Kehraus im Dreiertakt dar.
In den Partiten verbinden sich Elemente der in Deutschland seit Johann Jakob Froberger als Idealtypus etablierten Satzfolge (Allemande – Courante – Sarabande – Gigue) mit Einflüssen der bei den französischen Clavecinisten des 17. und frühen 18. Jahrhunderts üblichen Praxis einer zumeist freieren Satzfolge. Die erste Partita lässt jedem Satz eine Variation (Double) folgen, an Stelle der Gigue bildet jedoch eine Bourrée den Schlusssatz, während die zweite Partita als fünften Satz eine Chaconne einfügt. Die dritte Partita bricht in ihrer Satzfolge vollends mit dem Idealtypus und stellt zwischen dem einleitenden Preludio und der abschließenden Gigue Tanzsätze ausschließlich französischer Provenienz in den Mittelpunkt.

## Wirkungsgeschichte
Einzelne Sätze bearbeitete Bach auch für Laute, Cembalo oder Orgel (siehe unten). Bachs Schüler Johann Friedrich Agricola hatte 1775 berichtet: „Ihr Verfasser spielte sie selbst oft auf dem Clavichorde, und fügte von Harmonie so viel dazu bey, als er für nöthig befand.“
Seit dem 19. Jahrhundert fand Bachs Bearbeitungstechnik zahlreiche Nachahmer. So erstellte Johannes Brahms eine Klavierbearbeitung der d-Moll-Chaconne für die linke Hand. Brahms schrieb hierzu in einem Brief an Clara Schumann: „Nur auf eine Weise finde ich, schaffe ich mir einen, sehr verkleinerten, aber annähernden u. ganz reinen Genuß des Werkes – wenn ich es mit der linken Hand allein spiele! Mir fällt sogar dabei bisweilen die Geschichte vom Ei des Columbus ein! Die ähnliche Schwierigkeit, die Art der Technik, das Arpeggiren, alles kommt zusammen mich – wie einen Geiger zu fühlen!“
Ferruccio Busonis Fassung für beide Hände wurde schließlich die berühmteste und auch virtuoseste Klavierfassung. Beiden voraus gingen Bearbeitungen für Soloklavier und für Orchester von Joachim Raff, der auch Sätze aus den Partiten für Klavier transkribierte. Leopold Godowsky hatte die ersten drei Werke (BWV 1001 bis 1003) für Klavier bearbeitet.
Zu einem festen Bestandteil des Gitarrenrepertoires wurde Bachs Chaconne aus BWV 1004 durch die Bearbeitung und Interpretation von Andrés Segovia, der sich seinerseits an den erstmals 1853 veröffentlichten Bearbeitungen für Violine und Klavier von Robert Schumann orientierte. Segovias Transkription wies daher zahlreiche, von Kritikern teilweise als stilfremd empfundene Elemente der musikalischen Romantik auf. Im Gegensatz dazu orientierten sich spätere Bearbeitungen zumeist an der als Autograph erhaltenen Originalversion Bachs, wobei bei Eingriffen in die Textur der Komposition (reale Mehrstimmigkeit, Füllstimmen, Artikulation) oftmals auch die Bach zugeschriebenen Werke für Laute als Vorbild dienten.
Einem breiteren Konzertpublikum bekannt wurden die Sonaten und Partiten vornehmlich durch die Aufführungen Ferdinand Davids, der sie erstmals 1843 im Druck veröffentlichte und sie zuvor in Konzerten auch mit einer Klavierbegleitung von Felix Mendelssohn Bartholdy dargeboten hatte. Einzelne Sätze wurden zum ersten Mal 1903 von Joseph Joachim auf Tonträger aufgenommen, das komplette Werk wurde erstmals Mitte der 1930er Jahre vom jungen Geigenvirtuosen Yehudi Menuhin aufgenommen.
Nach den Veröffentlichungen von Arnold Schering und insbesondere von Albert Schweitzer über Bach zu Beginn des 20. Jahrhunderts gab es Bestrebungen, einen Rundbogen zu konstruieren, der ein vollkommenes akkordisches Spiel auf Streichinstrumenten erlaubt. Ab den 1930er Jahren wurden derartige Rundbögen für die Violine gebaut und vor allem für die Interpretation der Sonaten und Partiten von Bach verwendet. 
Es existiert eine mit dem Rundbogen gespielte Aufnahme der Partiten BWV 1004 und 1006 von Otto Büchner, die auch auf youtube  verfügbar ist.

## Einzelwerke

### Sonate I g-Moll, BWV 1001
- Adagio  g-Moll
- Fuga (Allegro)  g-Moll
- Siciliana 12/8 B-Dur
- Presto 3/8 g-Moll

Details in der Gestaltung der Fuge wie etwa ihr umfangreicher Anhang an die letzte Durchführung legen als Entstehungsjahr 1714 nahe, vermutlich unmittelbar nach Bachs Ernennung zum Konzertmeister Anfang März. Das Presto könnte einen ersten Reflex der Musik Antonio Vivaldis darstellen und wäre in diesem Fall etwa auf Anfang 1715 zu datieren.
Bach bearbeitete die Fuge später für Laute (BWV 1000, ebenfalls in g-Moll) und für Orgel (BWV 539, in d-Moll).
Eröffnung des Prestos:

### Partita I h-Moll, BWV 1002
- Allemanda  h-Moll
 – Double  h-Moll
- Corrente 3/4 h-Moll
 – Double 3/4 Presto h-Moll
- Sarabande 3/4 h-Moll
 – Double 9/8 h-Moll
- Tempo di Borea  h-Moll
 – Double  h-Moll

Es wurde schon erwähnt, dass diese Partita die typische, abschließende Gigue durch eine Bourrée ersetzt – dies verbindet sie mit der Suite für Flöte solo a-Moll, BWV 1013.
Mangels zeitlich sicher einordbarer vergleichbarer Sätze fällt die Datierung nicht leicht; die Partita dürfte tendenziell nach der Partita II (d-Moll) entstanden sein, sicher jedoch vor Partita III (E-Dur).

### Sonate II a-Moll, BWV 1003
- Grave  a-Moll
- Fuga 2/4 a-Moll
- Andante 3/4 C-Dur
- Allegro  a-Moll

Auch hier wurde die Gestaltung der Fuge mit ihren häufigen Quintfallsequenzen und den ritornell-verarbeitenden Zwischenspielen für eine zeitliche Einordnung des Werks herangezogen; demnach wäre es um 1716 entstanden.
Bach bearbeitete später das gesamte Werk für Clavier (BWV 964, in d-Moll).

### Partita II d-Moll, BWV 1004
- Allemanda  d-Moll
- Corrente 3/4 d-Moll
- Sarabanda 3/4 d-Moll
- Giga 12/8 d-Moll
- Ciaccona 3/4 d-Moll

Das völlige Fehlen von Quintfallsequenzen hat zu der Vermutung geführt, es könne sich hier um das früheste Werk des Zyklus handeln. Die abschließende Chaconne, deren Umfang den Rahmen des übrigen Werks sprengt, könnte dann durchaus später von Bach angefügt worden sein.
Dieser Schlusssatz stellt das wohl bekannteste Beispiel der Musikgeschichte für eine Chaconne dar, bei der freie Variationen über eine mehrtaktige, wiederholte Bassfigur ablaufen. Der Satz umfasst 32 Variationen (wenn man zwei, die nur den halben Bassdurchlauf verwenden, als eine zählt) und erhält eine weitere Strukturierung dadurch, dass ab der Mitte zehn Variationen in Dur stehen.

### Sonate III C-Dur, BWV 1005
- Adagio 3/4 C-Dur
- Fuga  (Alla breve) C-Dur
- Largo  F-Dur
- Allegro assai 3/4 C-Dur

Die Da-Capo-Anlage der Fuge und ihre klaren Proportionen machen eine Entstehung gegen Ende der Weimarer Zeit wahrscheinlich, in zeitlicher Nähe zum Violinkonzert E-Dur.
Bach bearbeitete später den ersten Satz Adagio für Klavier (in G-Dur, BWV 968).

### Partita III E-Dur, BWV 1006
- Preludio 3/4 E-Dur
- Loure 6/4 E-Dur
- Gavotte en Rondeau  E-Dur
- Menuet I 3/4 E-Dur
 – Menuet II 3/4 E-Dur
- Bourrée 2 E-Dur
- Gigue 6/8 E-Dur

Das Werk schließt an ein virtuoses Präludium eine freie Folge von Tanzsätzen an; derartige Satzfolgen könnten auf den Einfluss der ersten beiden Bücher der Pièces de Clavecin von François Couperin zurückgehen. Mit der klassischen, grundsätzlich viersätzigen deutschen Klaviersuite hat diese Partita nur noch die Gigue als Schlusssatz gemeinsam. Die Mischung klarer Vier- und Achttaktgruppen mit unregelmäßig gebauten Passagen lassen eine Entstehung zu Beginn des Jahres 1719, mithin schon in Köthen, annehmen – als letztes der sechs Werke.
Im Zuge der generellen Umarbeitung seiner Violinliteratur zu Klavierwerken hat Bach das Preludio später in Leipzig als Eingangssatz für eine Trauungskantate Herr Gott, Beherrscher aller Dinge (BWV 120a) verwendet; es wurde dabei nach D-Dur transponiert und um ein begleitendes Orchester aus Streichern mit zwei colla parte geführten Oboen, drei Trompeten und Pauken ergänzt; die Solostimme wird hier von der Orgel ausgeführt. Da diese Fassung einen Takt kürzer ist, geht man davon aus, dass sie auf eine frühere Form von BWV 1006 zurückgeht. Kurze Zeit später bekam dieser Satz dann seinen festen Platz als Eingangssinfonia der 1731 entstandenen Kantate 29 (BWV 29) Wir danken dir, Gott, wir danken dir.
Unabhängig davon hat Bach den gleichen Satz auch für ein anderes Instrument, wahrscheinlich Laute, bearbeitet (BWV 1006a).